# Paatsjoki
Paatsjoki (finsky Paatsjoki, norsky Pasvikelva, rusky Паз nebo Патсойоки) je řeka v Laponsku v severním Finsku (provincie Laponsko, obec Inari), Rusku (Murmanská oblast) a Norsku (Finnmark). Od konce pokračovací války tvoří vzájemnou hranici mezi Norskem a Ruskem. Její délka činí 145 km. Povodí má rozlohu 18 404 km². Řeka oplývá lososy, což hojně využívají rybáři.

## Průběh toku
Řeka odtéká z jezera Inari a krátce nato opouští území Finska. Dále protéká Ruskem a tvoří hranici mezi Ruskem a Norskem. Ústí do fjordu Varanger nedaleko Kirkenes. Fjord vyúsťuje do Barentsova moře.